# Circuitos de ayuda a la conmutación de diodos y tiristores
Los circuitos de ayuda a la conmutación, también conocidos como Snubber, tienen la función de absorber la energía procedente de los elementos reactivos del circuito durante el proceso de conmutación controlando parámetros tales como la evolución de la tensión o corriente en el interruptor, o bien limitando los valores máximos de tensión que ha de soportar. Se incrementa de esta forma la fiabilidad de los semiconductores al reducirse la degradación que sufren debido a los aumentos de potencia disipada y de la temperatura de la unión.

## Circuitos de ayuda a la conmutación de diodos
Los circuitos de ayuda a la conmutación de diodos, o snubbers, son esenciales para los diodos usados en circuitos de conmutación. Estos pueden proteger a un diodo de sobretensiones, las cuales pueden ocurrir durante el proceso de recuperación inversa. Un circuito snubber común para un diodo de potencia consiste de una capacitancia y una resistencia conectadas en paralelo con el diodo.

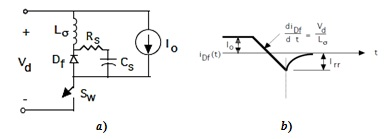
Figura.1 a) Circuito de un convertidor reductor con inductancia parasita y red de ayuda a la conmutación para el diodo de libre circulación. b) Corriente de recuperación inversa del diodo.

Cuando la corriente de recuperación inversa disminuye, la capacitancia mantendrá su voltaje por un tiempo, el cual es aproximadamente el mismo del diodo. La resistencia por otra parte, disipará parte de la energía almacenada en la inductancia parásita Lσ. El cambio de voltaje se puede calcular de la siguiente manera
{\displaystyle {\frac {dv}{dt}}={\frac {0.632V_{s}}{\tau }}={\frac {0.632V_{s}}{R_{s}C_{s}}}}
donde Vs es el voltaje aplicado al diodo.
El cambio de voltaje dv/dt usualmente es dado por el fabricante. Al conocer el cambio de voltaje y Rs, uno puede escoger el valor de la capacitancia Cs. La resistencia Rs se puede calcular por medio de la corriente de recuperación inversa del diodo:
{\displaystyle R_{s}={\frac {V_{s}}{I_{rr}}}}
El cambio de voltaje dv/dt diseñado siempre debe ser igual o menor al cambio de voltaje encontrado en la hoja de datos del fabricante.

## Circuitos de ayuda a la conmutación de tiristores
Las corrientes de recuperación inversas generadoras en los tiristores cuando están en polarización inversa pueden generar sobretensiones de magnitud inaceptable debido a la inductancia de serie si no se usan redes de ayuda a la conmutación. En la Figura.2a observamos un convertidor trifásico de tiristores de frecuencia de línea, el cual puede funcionar como red de ayuda a la conmutación como en el caso del convertidor reductor para el diodo. Las inductancias del lado de C.A. se deben a las reactancias de línea más cualquier inductancia de dispersión del transformador. El lado C.D. se representa por una fuente de corriente donde se supone que id fluye en forma continua.
Se supone que los tiristores 1 y 2 conducen y que el 3 está conectado con un ángulo de retraso α como se muestra en la Figura.2b. La corriente id se conmutara desde el tiristor 1 (conectado a la fase a) al tiristor 3 (conectado a la fase b). El voltaje Vba es responsable de la conmutación de la corriente. El sub circuito que consiste en 1 y 3 se muestra en la Figura.2b con 3 encendido y 1 apagado, así como en su recuperación inversa en ωt1, con iσ = Irr. Se supone que la fuente de tensión en el circuito de la Figura.2b es una constante de voltaje con un valor Vba en ωt1, debido a la variación lenta de voltajes de 60 Hz en comparación con los transitorios rápidos de tensión y corrientes en este circuito.

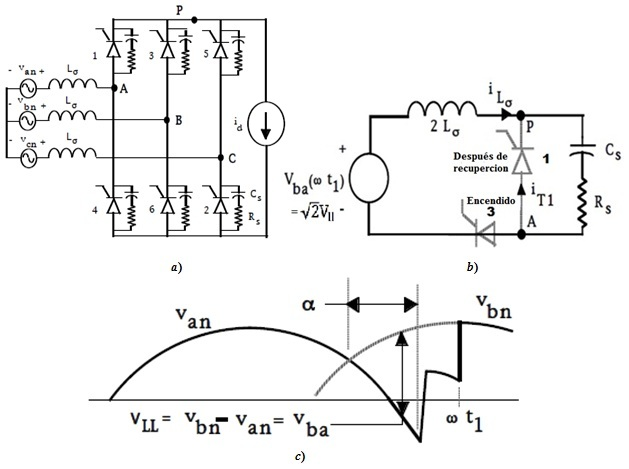
Figura.2 Circuito de ayuda a la conmutación de apagado de tiristores en el circuito de un convertidor trifásico de frecuencia de línea: a) Convertidor trifásico de frecuencia de línea. b) Circuito equivalente. c) Tiempos de disparo.

Para analizar el diseño de la red, se usa una impedancia del peor caso 5% y tenemos la siguiente ecuación
{\displaystyle X_{c}=\omega L_{\sigma }={\frac {0.05V_{ll}}{{\sqrt {3}}I_{d}}}\quad (1)}
Donde Vll es el voltaje RMS de línea a línea e Id es la corriente de la carga. Para un diseño del peor caso, la fuente de voltaje de la Figura.2b tiene un valor máximo de √2Vll, que corresponde a α = 90°. Aquí suponemos que el tiempo de recuperación inversa en 10µs. De este modo, durante la conmutación de corriente, si suponemos que el valor de conmutación tiene un valor constante de √2Vll, el  di/dt a través del tiristor 1 es
{\displaystyle {\frac {di}{dt}}={\frac {{\sqrt {2}}V_{ll}}{2L_{\sigma }}}\quad (2)}
Y por lo tanto 
{\displaystyle I_{rr}=\left({\frac {di}{dt}}\right)t_{rr}={\frac {{\sqrt {6}}\omega V_{ll}t_{rr}I_{d}}{0.1V_{ll}}}=0.09I_{d}\quad (3)}
Para calcular el valor Cs tenemos 
{\displaystyle C_{s}=L_{\sigma }{\left({\frac {I_{rr}}{V_{ll}}}\right)}^{2}\quad (4)}
Sustituyendo la ecuación (1) y (3) en (4) para 60 Hz
{\displaystyle C_{s}=L_{\sigma }{\frac {0.6I_{d}}{V_{ll}}}\quad (5)}
Para calcular el valor Rs tenemos 
{\displaystyle R_{s}=1.3{\sqrt {2}}{\frac {V_{ll}}{I_{rr}}}=20{\frac {V_{ll}}{I_{d}}}\quad (6)}
Para el peor de los casos con una α = 90° tenemos que las perdidas total  de energías en cada circuito sería
{\displaystyle P=3C_{s}{V_{ll}}^{2}=1.8x10^{-6}I_{d}V_{ll}\quad (7)}
Se sigue un procedimiento similar con cualquier valor de trr y de inductancia de línea C.A.